# Сицилијанска експедиција
Сицилијанска експедиција је назив за војни поход кога су 415. године п. н. е. против Сиракузе предузели Атињани на позив Сегесте. Поход представља прекретницу у Пелопонеском рату. Завршен је потпуним поразом Атине након чега Спартанци преузимају превласт у рату. 

## Увод
Пелопонески рат избио је 431. године п. н. е. Главни узрок био је страх Спарте од атинске моћи. Атина је у периоду пентеконтаетије израсла у најмоћнију грчку државу. Превласт у Атинском поморском савезу учинили су је и економски најјачом државом. Прва фаза Пелопонеског рата носи назив Архидамов рат. Назив је добила по спартанском краљу Архидаму ΙI који је предводио Спартанце у првим годинама рата. Рат је прве две године вођен са променљивим исходом све док куга која је 429. године п. н. е. избила у Атини није однела живот великог стратега Периклеа. Након Периклове смрти главну улогу у Атини преузимају Никија и Клеон. Чланицама атинског архе-а уведен је нови порез за потребе рата - еифора. Године 426. Атињани односе победе код Солија, Пилоса и Сфактерије, али доживљавају и пораз у Етолској кампањи. Две године касније доживели су највећи пораз у Архидамовом рату у бици код Делија. Освајањем Китере и организовањем похода на Коринт, ни друга страна се није нашла у бољој позицији. Спартанци су чак изнели понуду за мир. Атињани су, међутим, поставили тешке услове па је рат настављен. Спартански војсковођа Брасида пренео је тежиште борби на Халкидики где је подстицао чланице архе-а на побуну обећавајући им независност. Одлучујућа битка одиграла се код Амфипоља. У самој бици победу су однели Спартанци. Погинула су обојица војсковођа - Брасида и Клеон. Спартанци су овом победом успели да издејствују мир. Атински стратег Никија (иначе присталица мира) склапа са спартанским краљем тзв. Никијин мир (на 50 година). Никијиним миром утврђено је предратно стање уз мање измене. 

## Узроци
Никијин мир није задовољио ни једну од страна. Спарта није испунила одредбе мира одбијајући да преда Амфипољ. Беотија није потписала мир већ је са Атином склопила само примирје. Коринт је одбијао било какве преговоре. Чим је Спарта добила своје заробљенике, ефори који су потписали мир су смењени, а на њихово место су доведени други који нису били присталице мира. Спарта раскида договор са Атином и склапа савез са Беотијом. У Атини превласт односи опозиција Никији предвођена стратегом Алкибијадом, припадником моћне породице Алкмеонида. 
Алкибијад је успео да склопи савез са присталицама демократије на Пелопонезу, Елидом, Мантинејом и Аргосом. Након што је изабран за стратега, Алкибијад одлази на Пелопонез где подстиче побуну ових држава против Спарте. Охрабрене његовим присуством, демократски настројене државе Пелопонеза започињу рат са Епидауром који је одбио да приступи антилаконској коалицији. Спарта шаље помоћ Епидауру. Битка између Спартанаца са једне и Атињана и антиспартанске коалиције са друге стране одиграла се код Мантинеје августа 418. године п. н. е. и завршила се поразом Атине. Антиспартанска коалиција је растурена, а њене чланице склапају савез са Спартом. Наставак Пелопонеског рата био је неизбежан. 

## Повод
Сицилија је, одлукама конгреса у Гели 424. године п. н. е., прогласила неутралност у првом периоду Пелопонеског рата. Сицилијански градови углавном су били демократски настројени. Међутим, Атињани су били привучени богатством Сицилије. Године 415. п. н. е. у Атину стиже позив у помоћ Сегесте за борбу против Селинунта и Сиракузе. Молба је била мотивисана великом количином новца коју су изасланици понели и претња да ће Сиракуза склопити савез са Спартом. Атињанима се ово учинило као добар повод за покретање рата у коме би освојили Сицилију и тако проширили свој утицај. Тукидид наглашава да Атињани нису ни слутили да би рат могао попримирити толике размере. 

## Припрема за експедицију
У атинској еклесији одржано је заседање. Присталице пружања помоћи биле су предвођене Алкибијадом. На крају су они однели победу над опрезном страном предвођеном Никијом. Одлучено је да се пошаље флота од 100 тријера и 5000 хоплита под командом Никије, Алкибијада и Ламаха. Флота је касније повећана на 136 бродова (уз појачање савезника), 1200 лаких коњаника и 26.000 веслача на 130 теретних бродова. 
Алкибијадово одсуство искоришћено је у Атини да се против њега покрене судски поступак. Оптужен је за оштећење већег броја херма за које кривци нису пронађени. Том приликом је осуђен велики број Атињана међу којима је био и Никијин брат. Алкибијаду је наређено да се сместа врати у Атину и изађе пред суд. Алкибијад одбија да изврши наређење и бежи на Пелопонез где се прикључио Спартанцима. Спартанцима је открио планове Атине и предложио им је да Сиракузи пошаљу помоћ. У Атини је Алкибијад осуђен на смрт. 

## Искрцавање Атињана
Током јула 415. године п. н. е. Атињани стижу у Јужну Италију приставши претходно у Коркири где су јој се прикључили савезнички контингенти. У Јужној Италији наступили су први проблеми. Тамошње грчке колоније нису биле заинтересоване за пружање озбиљније помоћи. Други проблем наступио је када се испоставило да Сегеста нема новца да плати атинску помоћ. Никија је захтевао да се флота врати у Атину, али су се Ламах и Алкибијад (који још увек није напустио Атињане) успротивили. Одлучено је да се нападне Сиракуза. Атињани се искрцавају код Катане, недалеко од Сиракузе. Тамо је Алкибијад примио наређење да се врати у Атину након чега је дезертирао.
Уследио је први већи окршај сиракушке и атинске војске. Сиракужане је предводио војсковођа Хермострат. Он је Атињанима кренуо у сусрет. Међутим, када је стигао у Катану, Атињани су се већ укрцали на бродове и кренули у директан напад на Сиракузу. Он је пожурио натраг и успео да стигне на време. У бици која је уследила Сиракужани су поражени и приморани на повлачење. Атињани победу нису искористили већ су одлучили да презиме у Катани коју су одабрали за ратну базу на острву.

## Опсада Сиракузе
У лето 414. п. н. е. Атињани опседају Сиракузу. Пристигло им је и појачање од 250 коњаника и 30 стрелаца. Након краће борбе Атињани заузимају Епиполеј, стратешки важну стену изнад самог града. Потом су изградили циркумвалациони зид којим су блокирали град. Сиракужани су неколико пута покушавали да се пробију из града. Сви покушаји завршени су неуспехом. Једини успех био је тај што су успели да убију Ламаха. Команда је припала Никији који је од почетка био противник експедиције. 
Сиракужани примају помоћ коју су послале Спарта и Коринт. Трупама је командовао војсковођа Гилип, а чинило ју је око 2000 људи. Атињани су убрзо опкољени. Никија шаље обавештење у Атину захтевајући помоћ или дозволу да се повуче. Атињани му 413. п. н. е. шаљу помоћ под вођством Демостена, победника код Пила. Први Демостенов јуриш завршен је неуспехом. 

## Пораз Атињана
Демостен је увидео да експедиција више нема смисла. Међутим, сада је Никија тражио да се она настави не желећи да међу непријатељима створи утисак о слабости Атине. Опсада је обустављена, али се армија задржала на острву. Сиракушка флота нанела је Атињанима тежак пораз у близини луке. Атињани су остали блокирани. Дана 9. септембра покушали су да се пробију. Дошло је до крваве битке у којој се насукао велики број атинских бродова. Никија се склонио на копно. Атинска армија и даље је бројала око 40.000 људи. Четири дана након пораза флоте, армија је подељена између Никије и Демостена. Демостен се предао, а Никија је поражен од стране Сиракужана. Био је то крај Сицилијанске експедиције. Обојица атинских војсковођа су заробљена и погубљена. Преживело је 7000 Атињана који су, након неколико недеља принудног рада, продани у робље.

## Последице
Атина је у Сицилијанској експедицији изгубила флоту, велики део копнене војске, и своје најбоље војсковође. Спарта им је узвратила ударац и по Алкибијадовом упутству 412. године п. н. е. освојила Декелеју на северу Атике. Тиме су стекли упориште на непријатељској територији, из којег су лако могли да пустоше полуострво и нападају и саму Атину. Спарта је добила новчану помоћ од Персије, уз помоћ које су направили флоту, и обавезали се да ће у случају победе Персијанцима предати Грчке градове на обали Мале Азије. Уз помоћ флоте Спартанци побеђују Атињане у поморском боју код речице Егоспотама 405. године п. н. е. и тиме натерали Атину на предају 404. године п. н. е.
Атињани су се обавезали да морају да: сруше дуге бедеме и да предају флоту, имају исте пријатеље и непријатеље као Спарта, и да ће их следити и на копну и на мору.
То је значило да је Атински поморски савез, и моћ Атине била је сломљена. 